# ACS Dacia Unirea Brăila
Dacia Unirea Brăila er en fodboldklub fra Braila, Rumænien. Klubben har haft forskellige navne, men har siden 2015 været kendt som Dacia Unirea Braila. Efter en periode i Liga III har klubben siden 2010 spillet i Liga II.

## Titler

### Nationale turneringer
Rumæniens første liga i fodbold
- Vinder (0):

* Bedste placering: 6. plads 1991-92
Liga II
- Vinder (3): 1934-35, 1943-44, 1989-90
- Andenplads (6): 1935–36, 1974–75, 1975–76, 1988–89, 1994–95, 1995–96

Liga III
- Vinder (3): 1963-64, 2000-01, 2009-10
- Andenplads (2): 1957–58, 1967–68

Rumæniens Cup
- Vinder (0):
- Finalist (1): 1992-1993

### Internationale turneringer
Balkan Cup
- Semi-Finalist (1): 1992-1993

## Eksterne referencer
http://daciaunireabraila.ro/ Arkiveret 29. februar 2016 hos  Wayback Machine